# Victor Willems
Victor Willems (19 de febrer de 1877 – 1918) va ser un tirador belga que va competir a començaments del segle xx. Morí al camp de batalla durant la Primera Guerra Mundial.
El 1908 va prendre part en els Jocs Olímpics de Londres, on disputà la competició d'espasa per equips del programa d'egrima, en què guanyà la medalla de bronze formant equip amb Paul Anspach, Fernand Bosmans, Fernand de Montigny, François Rom, Désiré Beaurain i Ferdinand Feyerick.
Quatre anys més tard, als Jocs d'Estocolm guanyà la medalla d'or en la mateixa prova, aquesta vegada junt a Paul Anspach, Henri Anspach, Robert Hennet, Orphile de Montigny, Jacques Ochs i Gaston Salmon. En aquests mateixos Jocs també disputà les proves de floret i espasa individual, però sense aconseguir medalla.